# فأس (فلم)
فأس (بالإنجليزية: Hatchet) هو فيلم رعب تم إنتاجه في الولايات المتحدة وصدر سنة 2006 بطولة جويل مور وتمارا فيلدمان وديون ريتشموند.

## القصة
مجموعة سياح يقومون برحلة قرب أحد المستنقعات ويسمعون أسطورة محلية في تلك المنطقة حول "فيكتور كراولي"، رجل مشوه وقتله أبوه بدون قصد لكنهم لا يصدقونها، وهذا يجعلهم في وقت لاحق يعشون كابوس حقيقي.

## الميزانية والإيرادات
كلف الفيلم 1.5 مليون دولار وحقق أرباح تقدر بـ 208,550 دولار أمريكي.

## وصلات خارجية
- مقالات تستعمل روابط فنية بلا صلة مع ويكي بيانات